# 名古屋市電下之一色線
下之一色線（しものいしきせん）は、かつて名古屋市交通局が運営していた、名古屋市電の路線の一つ。名古屋市中川区にあった尾頭橋停留場と下之一色停留場を結んでいた。

## 路線データ
1962年3月当時
- 区間：尾頭橋停留場 - 下之一色停留場間 (6.5 km)
- 複線区間：なし（全線単線）
- 併用軌道区間：尾頭橋 - 長良本町間 (2.5 km)
- 新設軌道区間：長良本町 - 下之一色間 (4.0 km)
- 電化区間・方式：全線・架空電車線方式（直流 600 V）
- 停留場数：12か所（起点・終点を含む）
- 信号所数：1か所

## 概要
下之一色線は、私鉄の下之一色電車軌道が運営していた軌道線を、市営交通の買収・統合の一環として1937年（昭和2年）に名古屋市が買収したことによって成立した。下之一色電車軌道は1912年（大正元年）に設立され、1913年（大正2年）に市電下之一色線の前身である尾頭橋 - 下之一色間の電気軌道を開業させていた。
市営化後下之一色線は、大部分の区間が複線・併用軌道である名古屋市電の路線の中では異色の路線となった。全線が単線であり、長良本町 - 松葉間にあった併用軌道・新設軌道（専用軌道）の境界より尾頭橋側が併用軌道、下之一色側が新設軌道であった。新設軌道区間は民家の裏や田園地帯の中を通るローカルムードあふれた区間であり、また主要道路との交差点には踏切警報機が設置された。小本 - 荒子信号所間には国鉄西名古屋港線との平面交差（ダイヤモンドクロッシング）があったが、名古屋市電と西名古屋港線の平面交差はここと築地線にもう1か所あった。
朝夕を除けば、利用客は少なかったが、そのことから逆にさまざまな新技術のテストを行う路線と位置づけられたこともあった。名古屋市営地下鉄の開業に先立ち、臨時に第三軌条を設置して地下鉄車両の試験走行を行ったほどである。ワンマンカーの運転を、日本の路面電車で最初に開始したのもこの下之一色線である。
また、架線の修理に自動車を使用できないため、新設軌道区間の保線作業には専用の電動貨車が使用された。この電動貨車は、沿線の田園地帯で発生する害虫を駆除するため、貨車の上部に散布機を取り付け沿線に殺虫剤を撒く、という副業も行っていた。
モータリゼーションの進展に伴う名古屋市電の業績悪化によって1965年（昭和40年）から市電撤去が本格化したため、下之一色線は1969年（昭和44年）に廃止された。この時、下之一色線と直通運転を実施し新設軌道が多いなどの共通点があった築地線の下之一色 - 稲永町間も廃止された。

## 年表
- 1913年（大正2年）12月20日 : 下之一色電車軌道により、新尾頭（後の尾頭橋） - 下之一色間が開業。
- 1937年（昭和12年）3月1日 : 名古屋市が下之一色電車軌道線を買収し、名古屋市電下之一色線とする。
- 1938年（昭和13年）6月1日 : 築地線との連絡線（下之一色連絡線）が開業し、電車の直通が可能に。
- 1954年（昭和29年）2月28日 : 全線でワンマン運転を開始。
- 1956年（昭和31年）11月17日 : 地下鉄の走行試験をこの日より延べ13日間実施。
- 1969年（昭和44年）2月20日 : 全線廃止。

## 停留場一覧
1937年（昭和12年）8月当時
尾頭橋 - 牛立口 - 五女子 - 二女子 - 長良橋 - 長良本町 - 小本 - 荒子 - 中郷 - 法花 - 下ノ一色
1961年（昭和36年）12月当時
尾頭橋 - 八幡西通 - 五女子 - 二女子 - 長良橋 - 長良本町 - 松葉 - 小本 - （荒子信号所） - 荒子 - 中郷 - 法花 - 下之一色
※電車の交換が可能な停留場は、尾頭橋・五女子・長良橋・松葉・中郷・下之一色の6か所。荒子信号所でも交換可能。

## 接続路線
- 尾頭橋停留場：名古屋市電下江川線（1913年から1969年まで）
- 下之一色停留場：名古屋市電築地線（1926年から1969年まで）

## 下之一色線で実施された試行一覧
集電装置のビューゲル化
放電や離線現象が多いトロリーポールをビューゲルに交換した電車の運行が、下之一色線・築地線で1949年（昭和24年）2月より開始された。この試行の成果を踏まえて、名古屋市交通局は1952年（昭和27年）2月から8月までの間に保有する電車の集電装置をすべてビューゲルに交換した。
ワンマン運転
1954年（昭和27年）2月より、尾頭橋 - 下之一色 - 築地口間の系統（70号系統）でワンマン運転が開始された。日本の路面電車では初めての試みであり、ワンマン運転はこれ以降名古屋市電のみならず、日本全国の路面電車や鉄道路線などでも広く行われるようになっている。
地下鉄車両の試験走行
1956年（昭和31年）11月17日より、地下鉄1号線（後の東山線）の開業に先駆けて、100形の試験走行が下之一色線の中郷 - 下之一色間 (1.2 km) を使用して実施された。実験期間中同区間は、市電用線路（軌間 1,067 mm・狭軌）と地下鉄用線路（軌間 1,435 mm・標準軌）が並ぶ三線軌条に改造され、地下鉄車両が集電用に使用するサードレールが設置された。
試験走行は終電後に延べ13日間行われた。この成果を踏まえて1957年（昭和32年）11月15日から1号線は名古屋 - 栄町間で営業が開始された。